# Gralsbewegung
Die Gralsbewegung ist eine Glaubensgemeinschaft, deren Anhänger sich am Werk Im Lichte der Wahrheit. Gralsbotschaft orientieren, das von Oskar Ernst Bernhardt (1875–1941) unter dem Pseudonym Abd-ru-shin veröffentlicht wurde. Bernhardt selbst gründete keine Organisation und betonte wiederholt, dass sein Werk für sich stehe. Der Begriff „Gralsbewegung“ taucht weder in der Gralsbotschaft noch in anderen Schriften des Autors auf. Rechtsträger ist der 1984 gegründete „Verein zur Verwirklichung des Gralswissens von Abd-ru-shin, Vomperberg“ mit Sitz in Schwaz, Tirol.

## Synonyme und andere Sprachen
Andere Bezeichnungen lauten Internationale Gralsbewegung, Stiftung zur Verbreitung der Gralsbotschaft, naturphilosophische Vereine oder Verein zur Verwirklichung des Gralswissens von Abd-ru-shin. Auf Englisch nennt sich die Bewegung Grail Movement, auf Französisch Mouvement du Graal.

## Geschichte

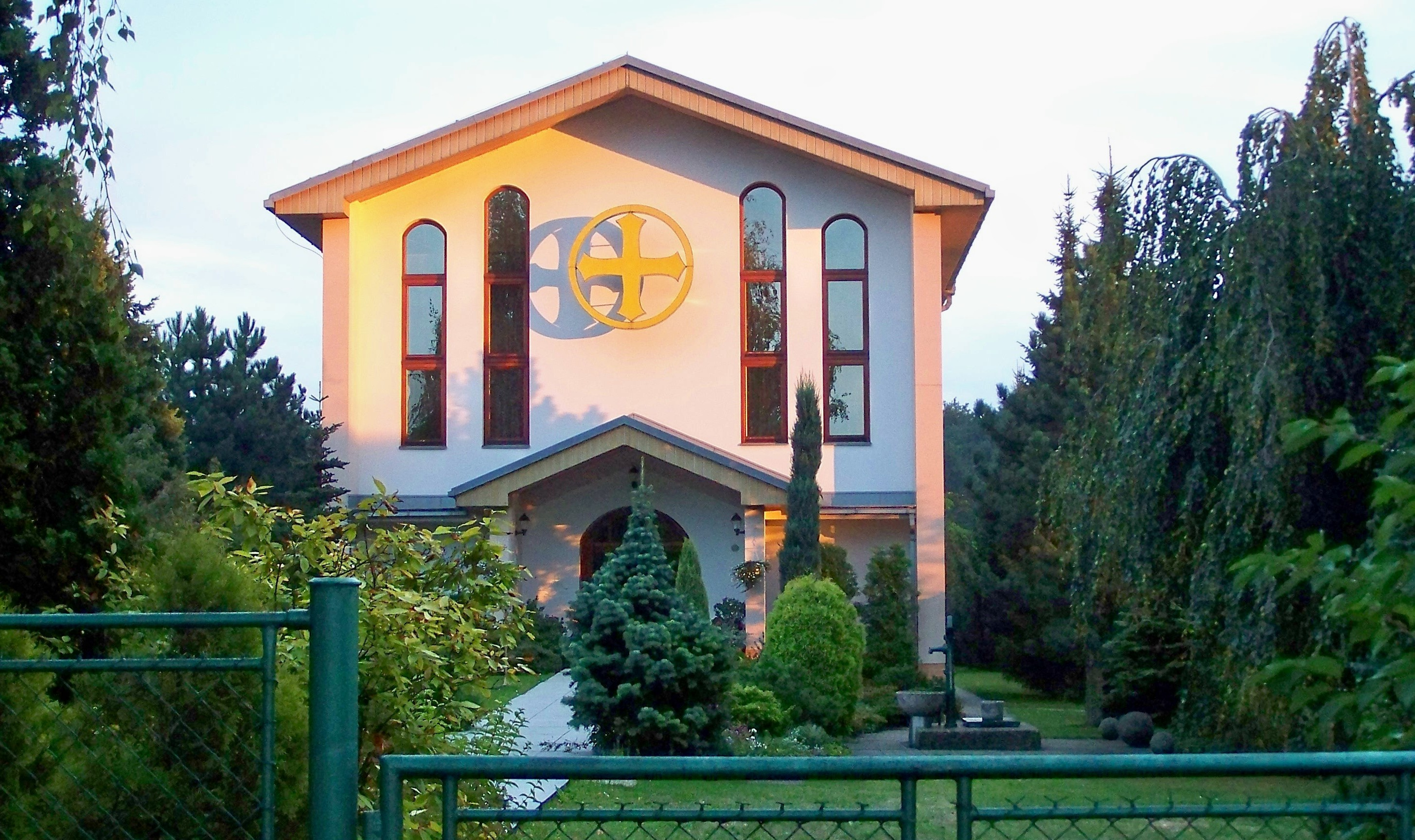
Haus der Gralsbewegung in Karviná, Tschechien

Die Gralsbewegung geht auf die Lehre Oskar Ernst Bernhardts zurück, der unter dem Pseudonym Abd-ru-shin von 1925 bis 1930 mit den Gralsblättern erste Abhandlungen verfasste und öffentliche Vorträge hielt. 1926 veröffentlichte er mit Im Lichte der Wahrheit die erste Fassung seiner Botschaft. Eine Bewegung formierte sich nach Bernhardts Übersiedlung nach Tirol 1926 bzw. nach dem Erscheinen der Zeitschrift Der Ruf, in der er seine Erkenntnisse verbreitete. 1929 entstand auf dem Vomperberg in der Marktgemeinde Vomp die Gralssiedlung, nachdem einige Anhänger in Bernhardts Umgebung leben wollten. Während der Zugehörigkeit Österreichs zum Deutschen Reich von 1938 bis 1945 war die kleine Siedlung zeitweise enteignet, wurde aber nach dem Zweiten Weltkrieg an Bernhardts Witwe zurückgegeben. 1951 wurde dort eine Andachts- und Feierhalle errichtet.
1999 kam es wegen inhaltlicher, familiärer und finanzieller Auseinandersetzungen zu einer Spaltung der Bewegung, in deren Folge Schwaz in Tirol Sitz der Leitung der zahlenmäßig größeren Internationalen Gralsbewegung wurde.
Weltweit gibt es etwa 23.000 Anhänger, in Europa etwa 9.000.

## Lehre
Kernpunkte der im Hauptwerk Im Lichte der Wahrheit. Gralsbotschaft vermittelten monotheistischen Lehre sind unter anderem die drei selbsttätig wirkenden „Schöpfungsgesetze“:
- Das Gesetz der Wechselwirkung: Jeder hat die sich ergebenden und entwickelnden Konsequenzen (Folgen, Rückwirkungen) seines Denkens und Handelns zu tragen. Jeder muss das ernten, was er gesät hat (das heißt: Gesetz der Vergeltung von Lohn und Strafe, „Karmagesetz“).
- Das Gesetz der Anziehung der Gleichart: Gleiches zieht Gleiches an.
- Das Gesetz der Schwere: Hiernach würde das Gröbere, Schwere und Grobstoffliche nach unten (in die irdische Welt) sinken, sich von Gott entfernen, während das Feine nach oben (zu Gott) aufsteige.

Nach Bernhardt bestimmen diese drei Gesetze zusammenwirkend das Schicksal des Menschen und lösen es aus, gemäß der durch ihn getroffenen Entscheidungen. Wegen der völligen Eigenverantwortlichkeit des Menschen sei eine stellvertretende Sündenübernahme – beispielsweise durch den Kreuzestod Christi – nicht möglich. Die Lehre Bernhardts enthält auch den Reinkarnationsgedanken.

## Andachten und Praxis
Es finden jeden Sonntag Andachten statt und dreimal im Jahr besondere Feiern. An den Andachten, nicht aber an den Feiern, können nicht nur Bekennende der Gralsbotschaft, sondern ebenso suchende Menschen teilnehmen. Die Gralsbewegung hat keine eigentliche Mitgliedschaft. Der Kontakt der einzelnen Länder zur internationalen Bewegung ist unterschiedlich intensiv. Die örtlichen „Gralskreise“ halten Andachten, Vorträge und Gesprächstreffen.